# حباب (آلبوم)
حباب نام سومین آلبوم رسمی محسن یگانه است. این آلبوم در ۳۰ مهرماه سال ۱۳۹۱ به بازار عرضه شد. این آلبوم با ۱۴ قطعه و با حضور هنرمندان و موزیسین‌های نامی کشور از جمله: مهران عباسی، شهاب اکبری، علی ثابت، ایمان حجت، آرش پاکزاد، آرین بهاری و علی رهبری (گروه پازل)، سومین محصول این خواننده را در بازار رسمی موسیقی کشور رقم زده که با سر و صدای‌های فراوان در بازار منتشر شده‌است.
آهنگساز و ترانه‌سرای کلیه قطعات «حباب» همان‌طور که در شناسنامه آلبوم ذکر شده، خود یگانه است و فقط ملودی قطعه شش آلبوم، «نرو» برداشتی مستقیم از قطعهٔ Je T'aime اثر لارا فابیان به آهنگسازی Rick Allison است.
نوازنده‌ها و هنرمندان زیادی نیز در این آلبوم همکاری داشته‌اند که از آن جمله می‌توان به فیروز ویسانلو، پیام طونی، بابک ریاحی‌پور، بابک یوسفی، امید حجت، مهران سراجیان و دارا دارایی اشاره کرد. استودیو راگا و آوای پیمان، مکان‌هایی بوده‌اند که بخشی از این آلبوم در آن‌ها ضبط شده و استودیو Can Kesmes در ترکیه نیز دیگر استودیویی بوده که این آلبوم مراحل نهایی ضبط و میکس و مسترهایش را در آن نهایی کرده‌است.
یگانه در اینسرت آلبوم در یادداشتی نوشته: «تقدیم به طرفدارانی که خوبی هاشون من رو به آرزوهایی بزرگ‌تر از تصوراتم رسوند؛ و از همسر عزیزم که در تک تک لحظات تولید اثر کمک‌ام کرد تا خستگی‌های ساخت این آلبوم رو به تنهایی به دوش نکشم؛ و از خدایی تشکر می‌کنم که به من ثابت کرد هیچ وقت برای رسیدن به یک هدف دیر نیست.»
شرکت «آوای هنر» صاحب امتیاز این آلبوم است و شرکت پخش «هنر اول» نیز آنرا در بازار پخش و توزیع نموده‌است.

## فهرست ترانه‌ها
| شماره | نام               | سراینده    | آهنگساز      | تنظیم‌کننده  | مدت  |
| ----- | ----------------- | ---------- | ------------ | ----------- | ---- |
| ۱.    | «باور کنم»        | محسن یگانه | محسن یگانه   | مهران عباسی | ۳:۵۰ |
| ۲.    | «نمیشه»           | محسن یگانه | محسن یگانه   | مهران عباسی | ۴:۳۴ |
| ۳.    | «تو حتی»          | محسن یگانه | محسن یگانه   | علی ثابت    | ۴:۴۱ |
| ۴.    | «یادته؟»          | محسن یگانه | محسن یگانه   | شهاب اکبری  | ۳:۱۲ |
| ۵.    | «دوست دارم»       | محسن یگانه | محسن یگانه   | محسن یگانه  | ۳:۱۷ |
| ۶.    | «نرو»             | محسن یگانه | Rick Allison | شهاب اکبری  | ۴:۲۳ |
| ۷.    | «حباب»            | محسن یگانه | محسن یگانه   | مهران عباسی | ۵:۲۹ |
| ۸.    | «نمی‌ذارم خسته‌شی»  | محسن یگانه | محسن یگانه   | علی ثابت    | ۳:۳۵ |
| ۹.    | «کی جای من اومد؟» | محسن یگانه | محسن یگانه   | محسن یگانه  | ۵:۲۹ |
| ۱۰.   | «بخند»            | محسن یگانه | محسن یگانه   | شهاب اکبری  | ۴:۵۴ |
| ۱۱.   | «تنهایی»          | محسن یگانه | محسن یگانه   | علی ثابت    | ۵:۰۸ |
| ۱۲.   | «تو که میدونی»    | محسن یگانه | محسن یگانه   | شهاب اکبری  | ۳:۳۹ |
| ۱۳.   | «هوایی شدی»       | محسن یگانه | محسن یگانه   | محسن یگانه  | ۳:۴۳ |
| ۱۴.   | «بیت آخر»         | محسن یگانه | محسن یگانه   | پازل بند    | ۵:۲۰ |